# Mercedes-Benz EQA
La Mercedes-Benz EQA (nome in codice H243) è un'autovettura elettrica di tipo SUV appartenente alla fascia media prodotto dalla casa automobilistica tedesca Mercedes-Benz a partire dal 2021.

## Descrizione

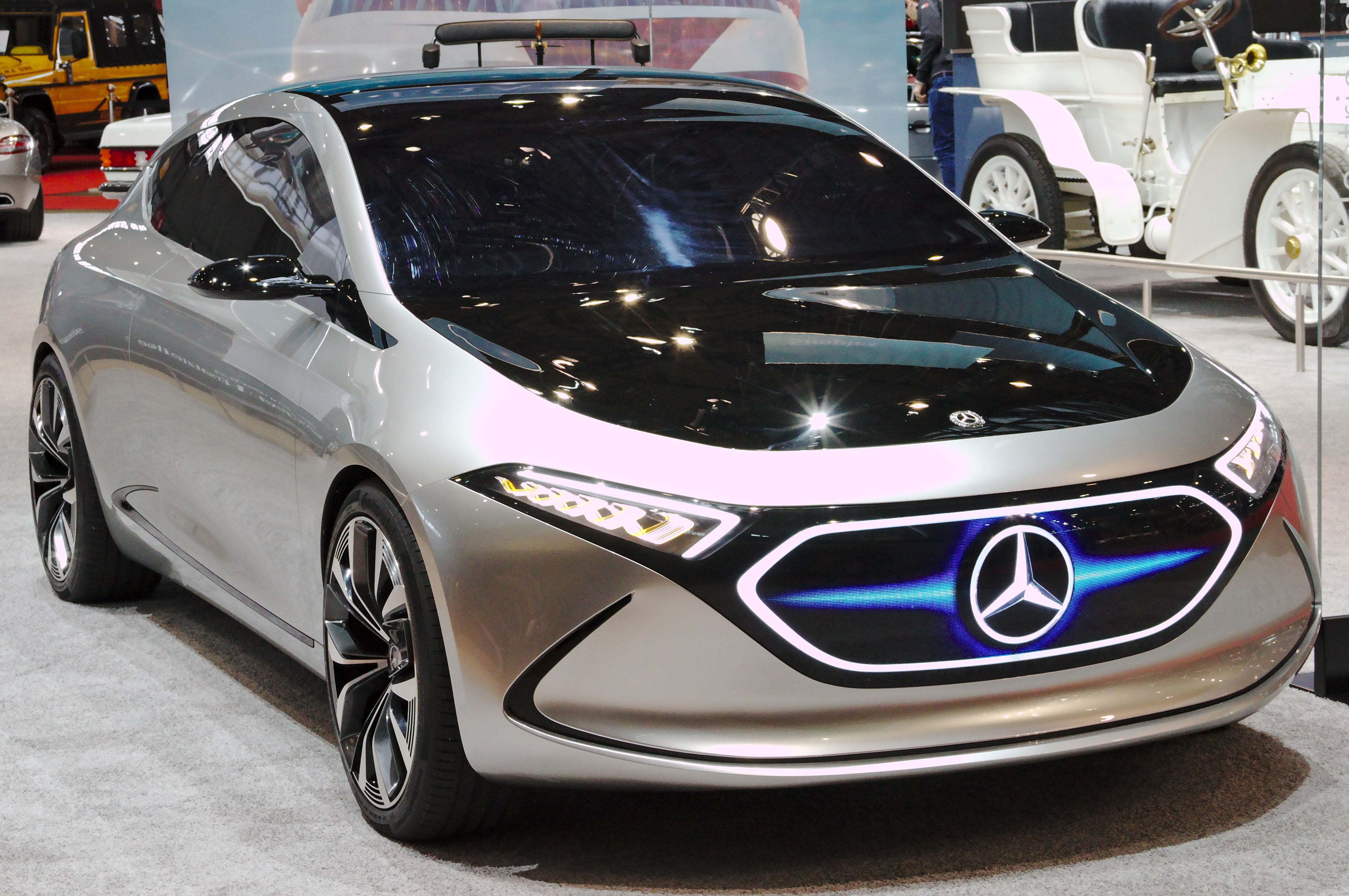
Mercedes-Benz EQ A Concept

La EQA è il secondo veicolo elettrico della gamma EQ del costruttore tedesco e viene assemblata nell'impianto di Rastatt.
La Mercedes-Benz EQA è stata presentata il 20 gennaio 2021 e si basa sulla piattaforma modulare (MFA2), allungata di 50 mm, con il coefficiente di resistenza aerodinamica si attesta sul valore di 0,28.
Al debutto è disponibile un'unica versione chiamata EQA 250, dotata di un motore elettrico da 190 CV che alimenta le sole ruote anteriori, abbinato a un pacco batteria agli ioni di litio con una capacità di 66,5 kWh e una massa del pacco che si attesta sui 495 kg, per un'autonomia dichiarata di circa 426 km.
La Mercedes-Benz, che fa parte della joint venture Ionity, ha reso disponibile in opzione per la EQA lo standard di ricarica CCS (Combined Charging System), che permette di ricaricare la vettura con ricarica rapida fino a 100 kW.